# Posidonichthys hutchinsi
Posidonichthys hutchinsi är en fiskart som beskrevs av Briggs, 1993. Posidonichthys hutchinsi ingår i släktet Posidonichthys och familjen dubbelsugarfiskar. Inga underarter finns listade i Catalogue of Life.